# Artëm Jusupov
Artëm Aleksandrovič Jusupov (in russo Артём Александрович Юсупов?; traslitterazione anglosassone: Artyom Aleksandrovich Yusupov; Ekaterinburg, 29 aprile 1997) è un calciatore russo, attaccante svincolato.

## Caratteristiche tecniche
È un centravanti.

## Carriera

### Club
Cresciuto nel settore giovanile dell'Ural, ha esordito in prima squadra il 29 aprile 2017 disputando l'incontro di campionato perso 5-2 contro il Terek Groznyj.